# Irrtum im Jenseits
Irrtum im Jenseits (A Matter of Life and Death, in den USA: Stairway to Heaven) ist ein Fantasyfilm des Regieduos Michael Powell und Emeric Pressburger. Der 1946 produzierte Film sollte der Festigung der transatlantischen Freundschaft zwischen Großbritannien und den USA dienen. Der Film, der Drama, Liebesfilm und Komödie mit Fantasy-Elementen vermischt, handelt von der Liebe zwischen der amerikanischen Fluglotsin June (Kim Hunter) und dem britischen Fliegeroffizier Peter D. Carter (David Niven). Irrtum im Jenseits gilt heute als Filmklassiker. Am 17. September 1948 startete er in den deutschen Kinos.

## Handlung
Das Flugzeug des Piloten Peter D. Carter wird während einer der letzten Luftschlachten des Zweiten Weltkriegs über England angeschossen. Seine gesamte Besatzung hat Peter bereits aus dem brennenden Flugzeug abspringen lassen, sein Kopilot Bob wurde von einem Bombensplitter getötet, aber er selbst hat keinen funktionierenden Fallschirm mehr zur Verfügung. In stoischer Ruhe erwartet er den sicheren Tod. Sein letzter Kontakt zur Außenwelt ist die Stimme der amerikanischen Funkerin June, die ihm Mut zuspricht und in die er sich verliebt. Peter überlebt den Absprung ohne Fallschirm wie durch ein Wunder und wird an Land gespült. Auch er selbst kann es zunächst nicht fassen, dass er überlebt hat. Wenig später begegnet er June und die beiden werden schnell ein Paar.
Tatsächlich hätte Peter beim Absturz sterben sollen. Wie sich herausstellt, hatte der Engel Nr. 71 – ein extravaganter, in der Französischen Revolution geköpfter Adeliger – sich im britischen Nebel verirrt und konnte daher nicht rechtzeitig Peter in Richtung Himmel abholen. Im Himmel ist man über die Panne keineswegs glücklich und Engel Nr. 71 wird zur Erde geschickt, um Peter abzuholen. Doch der weigert sich, da er inzwischen in June die Liebe seines Lebens gefunden hat. Daher beschließt man im Himmel, dass eine Art Prozess stattfinden soll, ob Peter am Leben bleiben darf. Peter berichtet der verwunderten June vom anstehenden Prozess und seinen „Begegnungen“ mit dem Engel Nr. 71. Der befreundete Arzt Dr. Reeves deutet Peters „Visionen“ als Folgen eines Gehirntraumas, weshalb Peter operiert werden soll. Kurz vor der Operation kommt Dr. Reeves selbst bei einem Motorradunfall ums Leben. Während Peter also im Krankenhaus an seinem Gehirn operiert wird, betritt Dr. Reeves den Himmel und darf dort im Prozess als Peters Anwalt auftreten.
Reeves argumentiert vor dem großen Gericht, dass Peter durch einen Fehler des Himmels zusätzliche Lebenszeit auf der Erde gegeben worden sei. Während dieser Zeit habe er sich verliebt, was seine Situation auf der Erde verändert habe und ihn dort binde. Der Ankläger ist der Amerikaner Abraham Farlam, der als erstes Opfer des Amerikanischen Unabhängigkeitskrieges gefallen ist und daher einen besonderen Hass gegen die Briten verspürt. Immer wieder bezieht er daher die Taten der Briten in der Geschichte ein, um gegen Peters Weiterleben zu argumentieren. Farlam gefällt nicht, dass die Amerikanerin June sich in den Briten Peter verliebt hat. Dr. Reeves ändert die Besetzung der Jury, da deren Mitglieder alle aus Ländern stammen, die irgendwann Krieg gegen die Briten geführt haben. Die Jury wird ersetzt durch moderne Amerikaner unterschiedlicher Herkunft aus allen Ländern. Schließlich werden June und Peter vom Gericht befragt. June verspricht dem Gericht, an Peters Stelle sterben zu wollen, damit dieser weiterleben könne. Dadurch ist die Wahrheit ihrer Liebe besiegelt und beide dürfen weiterleben. Der Richter (gespielt von Abraham Sofaer, der auch den Gehirnchirurg während der Operation spielt) gibt Peter eine neue Lebenszeit.
Am Ende wacht Peter nach der Operation auf, die glückliche June an seiner Seite. Ungeklärt bleibt, ob die Himmelsszenen sich nur in Peters Kopf abgespielt haben.

## Hintergrund
Irrtum im Jenseits wurde 1946 mit der Intention gedreht, die Bevölkerungen von Großbritannien und den Vereinigten Staaten nach dem Zweiten Weltkrieg freundschaftlich aufeinander einzustimmen. Daher hat auch der von Vorurteilen geleitete Abraham Farlan am Ende das Nachsehen, während die transatlantische Liebesbeziehung zwischen Peter und June siegt. Nebenbei zeigen Powell und Pressburger aber auch auf ironische Weise die kulturellen Differenzen zwischen den USA und Großbritannien auf. Über das britische Radio hört man die Stimme Winston Churchills, über das amerikanische ertönt Jazz. Für die verstorbenen amerikanischen Soldaten ist im Himmel ein Cola-Automat aufgestellt. Der Umstand, dass sich der Captain der Royal Air Force, Carter, in seiner Studienzeit in Oxford mit Geschichte befasst hat, gibt Anlass zu weiteren pointierten Dialogstellen.
Auch die Besetzung des Filmes war insofern international, als für den Film die US-Amerikaner Kim Hunter und Raymond Massey aus Hollywood verpflichtet wurden, um die amerikanischen Rollen des Films zu spielen. Die damals noch relativ unbekannte Kim Hunter wurde Regisseur Powell durch seinen Freund Alfred Hitchcock empfohlen. Eine seiner ersten Rollen hat in diesem Film Richard Attenborough, der einen im Himmel ankommenden Soldaten spielt: „It's Heaven, isn't it?“, ist seine einzige Textzeile. Außerdem hatte Lois Maxwell, die spätere „Miss Moneypenney“ aus der James-Bond-Filmreihe, in einer kleinen Rolle ihr Filmdebüt.
Besonders aufwendig war die Himmelsstiege, an der mehr als drei Monate gebaut wurde und die insgesamt 106 Stufen umfasste. Ähnlich aufwendig war der Bau des himmlischen Gerichtes, in dem während der Dreharbeiten über 5.000 Statisten Platz nahmen. Das Motiv der Himmelsstiege des in der Nachkriegszeit äußerst erfolgreichen britischen Films wurde satirisch in der Episode Heavenly Puss (1948–1949) der Tom-und-Jerry-Trickfilme weitergesponnen. Eine weitere Besonderheit, die bereits 1939 in Der Zauberer von Oz angewandt wurde, ist die „Zweifarbigkeit“ von Irrtum im Jenseits; während die irdischen Szenen in Technicolor-Farben gedreht wurden, sind jene im Jenseits in Schwarzweiß.

## Kritiken
„Die Gags jagen einander. Vor allem dies muß man höchlichst an dem Drehbuch und der Regie von Michael Powell und Emeric Preßburger rühmen: sie haben an Einfällen nicht gespart. (…) Das Publikum hatte Sinn für die glänzend servierte, mit scharfem, enorm witzigem, aber total kaltem Intellekt konstruierte irdisch-himmlische Revue. Es gab mit Recht viel Beifall.“

„Der Film hält mit Eleganz, satirischem Witz, Sensibilität und Takt die Balance zwischen Realität und Phantasmagorie. Vorzüglich gespielt und wundervoll ausgestattet, hat er alle Attribute einer anspruchsvollen Unterhaltung, deren optische Reize stets filmspezifisch sind.“

„Stairway to Heaven ist einer der kühnsten Filme, die je gemacht wurden – in seiner grandiosen Vision, und dem gemütlich-englischen Weg, in dem diese Vision ausgedrückt wird. (…) Britische Kritiker beklagten sich seinerzeit, dass der Film zu sehr auf Seiten der Amerikaner sei. Was die heutigen Zuschauer allerdings aufregend finden werden, ist die reine Energie seines Einfallsreichtums. Heutige Filme sind mit Spezialeffekten durchzogen, doch oftmals entwerfen sie nur die Sicht auf Dinge, die wir uns leicht vorstellen können: Zusammenstöße, Explosionen, Kämpfe im Weltraum. Die Spezialeffekte in Stairway to Heaven zeigen ein Universum, das nie existiert hat, bis dieser Film gemacht wurde, und diese Vision ist atemberaubend in ihrer Originalität (Wertung: 4/4 Sterne).“

Harry-Potter-Autorin Joanne K. Rowling benannte Irrtum im Jenseits als ihren absoluten Lieblingsfilm und ließ sich in einem Kapitel des siebten Bandes Harry Potter und die Heiligtümer des Todes, in dem Harry nackt in einer Art Zwischenwelt zwischen Leben und Tod aufwacht, von dem Film inspirieren.

## Auszeichnungen
- 1948 gewannen Michael Powell und Emeric Pressburger den dänischen Bodilprisen für den besten europäischen Film.
- 1999 wurde A Matter of Life and Death vom British Film Institute auf Platz 20 der besten britischen Filme des 20. Jahrhunderts gewählt.
- Auf der Liste der 100 besten britischen Filme, die das Magazin Empire 2016 veröffentlichte, erreichte er ebenfalls Platz 20.[7]